# Steagul Uniunii Sovietice

Steagul (proporția 1:4) arborat la 1 iulie 1923 la deschiderea Târgului Nijni Novgorod

Primul steag al Uniunii Sovietice a fost adoptat în decembrie 1922 la primul Congres al Sovietelor. S-a căzut de acord ca steagul roșu al Partidului Comunist să devină steagul statului. Pe 30 decembrie 1922, Congresul a adoptat Declarația și Convenția asupra constituirii Uniunii Sovietice. Articolul 22 al Convenției stabilea care sunt steagul URSS-ului, stema și sigiliul statului.
Descrierea primului steag era dată în prima constituție sovietică, a fost aprobată în a doua sesiune a Comitetului Executiv al URSS pe 6 iulie 1923. Acest steag a fost drapelul oficial pentru patru luni și a fost înlocuit cu mult mai cunoscutul steag cu "secera și ciocanul", după ședința Comitetului Executiv al URSS din 12 noiembrie 1923.

Steagul sovietic; proporţia 1:2
12 noiembrie 1923 - 25 decembrie 1991

În a treia sesiune a Comitetului Executiv al URSS din 12 noiembrie 1923, descrierea steagului din Constituție a fost schimbat, alegându-se simbolurile "secerii și ciocanului" și a "stelei cu cinci colțuri" plasate în cadranul întâi al steagului, ale cărei proporții au fost modificate la 1:2.
Ciocanul simboliza muncitorii industriali, în timp ce secera era simbolul țărănilor muncitori ai Uniunii. Steaua era simbolul Partidului Comunist, forța politică conducătoare din Uniune. Spatele steagului era roșu, fără simboluri.
Pe 15 august 1980 a fost adoptată o modificare a steagului, fiind schimbată nuanța de roșu, de la cărămiziu de Burgundia la roșu aprins.
Odată cu dezintegrarea statului sovietic de la sfârșitul anului 1991, acest drapel a încetat să mai existe ca steag național oficial.

Steagul Victoriei

Steagul Victoriei arborat pe Reichstag în 1945

Pe 15 aprilie 1996, președintele Boris Elțin a semnat un decret prin care  se  acorda drapelului sovietic cunoscut cu numele de "Steagul Victoriei", (steagul arborat pe clădirea Reichstagului pe 1 mai 1945) același statut cu cel al steagului național. Diferența dintre cele două steaguri era faptul că secera și ciocanul fuseseră îndepărtate de pe ultimul.  Cu ocazia anumitor sărbători, Steagul Victoriei este arborat alături de steagul Rusiei. După alegerea în funcția de președinte al Rusiei al lui Vladimir Putin, Steagul Victoriei a fost adoptat ca steag oficial al Armatei Rusiei.